# Hernani (Spanien)
Hernani ist eine Stadt in der Provinz Gipuzkoa im spanischen Baskenland. Die Stadt befindet sich am linken Ufer des Flusses Urumea. Sie liegt 9,2 km von San Sebastián entfernt und hat 20.355 Einwohner (Stand: 2024).

## Geschichte
Im Mittelalter war das Gebiet, das die Provinz Gipuzkoa bilden sollte, in Täler unterteilt und Hernani war eines davon. Das Tal von Hernani erstreckte sich früher über den gesamten Raum um die Unterläufe der Flüsse Urumea und Oria. Als der König von Navarra um 1180 die Stadt San Sebastián gründete, wurde das Gebiet des Tals von Hernani in die Gerichtsbarkeit der neuen Küstenstadt einbezogen. Es ist nicht bekannt, wann Hernani zur Stadt wurde, da die Urkunde zusammen mit anderen Akten bei einem Brand verloren ging. Einige gehen davon aus, dass die Gründung der Stadt während der Herrschaft des Königs Alfons X. von Kastilien in der zweiten Hälfte des 13. Jahrhunderts stattfand, als dieser König ein Netz strategischer Städte entlang der Route zur Küste von Gipuzkoa errichtete, wobei Hernani eine dieser strategischen Ortschaften gewesen sein könnte. Andere verschieben die Gründung der Stadt auf das späte 14. Jahrhundert im Jahr 1379, da ein Dokument aus dem 15. Jahrhundert eine Vereinbarung zwischen den Räten von Hernani und San Sebastián über die Nutzung der Berge des Tals von Urumea zitiert, die im Jahr 1379 stattfand, was die Existenz der Stadt Hernani zu dieser Zeit bezeugt.
Die ersten städtischen Verordnungen gehen auf das Jahr 1542 zurück, da Kopien der Verordnungen aus dem Jahr 1512 während einer Invasion der französischen Armee verschwanden. Die Stadt war im Laufe ihrer Geschichte zahlreichen Invasionen und Zerstörungen ausgesetzt: den mittelalterlichen Sezessionskriegen, französischen Invasionen im siebzehnten, achtzehnten und neunzehnten Jahrhundert sowie den harten Belagerungen während der Karlistenkriege und schließlich dem Spanischen Bürgerkrieg von 1936. Im Jahr 1986 löste sich Lasarte, ein historischer Stadtteil von Hernani, der im Tal von Oria liegt, aufgrund der rasanten urbanen und demographischen Entwicklung von der Stadt.

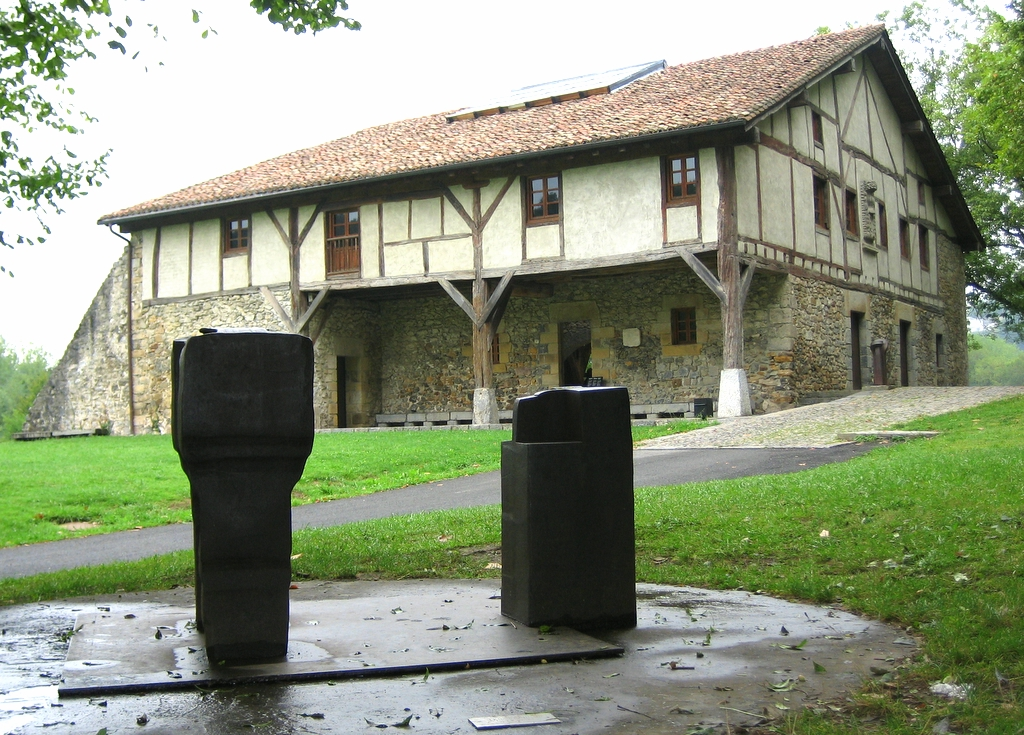
Chillida-Leku-Museum

Im Jahr 2000 wurde das Anwesen des Bildhauers Eduardo Chillida als Chillida-Leku-Museum eröffnet.

## Bevölkerung
Ab den 60er Jahren gab es einen großen Bevölkerungszuwachs, vor allem durch den Zuzug von Arbeitern aus anderen Regionen Spaniens (vor allem aus Kastilien und León, Andalusien und Extremadura), die durch die Arbeit im Industriegebiet angezogen wurden. Dieses Wachstum wurde durch die Krise in der Industrie und die politische Situation in den späten 70er und frühen 80er Jahren unterbrochen.
Im Jahr 1986 kam es zur Ausgliederung des Bezirks Lasarte, der Teil einer neu geschaffenen Stadt namens Lasarte-Oria wurde. Diese Abspaltung bedeutete einen Verlust von etwa 10.000 Einwohnern in Hernani. In den letzten 20 Jahren ist die Einwohnerzahl relativ stabil geblieben.

## Wirtschaft
Hernani ist eine stark industrialisierte Stadt mit etwa 240 Industriebetrieben, die an den Ufern des Flusses Urumea liegen. Hernani verfügt auch über eine lange Tradition in der Herstellung von baskischem Apfelwein.

## Persönlichkeiten
- Luis Adarraga (1889–1965), Radrennfahrer
- José García y Goldaraz (1893–1973),  Geistlicher, Bischof von Orihuela-Alicante, Erzbischof von Valladolid
- Gabriel Celaya (1911–1991), Schriftsteller
- Elías Querejeta (1934–2013), Fußballspieler und Filmproduzent
- Maialen Lujanbio Zugasti (* 1976), Sängerin
- Xabat Otxotorena (* 1980), Radrennfahrer